# Nombre de Péclet
En la dinàmica de fluids, el nombre de Péclet (Pe) és un nombre adimensional rellevant en l'estudi dels fenòmens de transport en un continu, que relaciona la velocitat d'advecció d'un flux amb la seva velocitat de difusió, sovint de difusió tèrmica.
Rep el seu nom del físic francès Jean Claude Eugène Péclet.
És equivalent al producte del nombre de Reynolds pel nombre de Prandtl en el cas de la difusió tèrmica, i al producte del nombre de Reynolds pel nombre de Schmidt en el cas de la transferència de massa.
Per a la difusió tèrmica, el nombre de Péclet es defineix com: 
{\displaystyle \mathrm {Pe} _{L}={\frac {LV}{\alpha }}=\mathrm {Re} _{L}\cdot \mathrm {Pr} }
Per a la difusió de massa, es defineix com:
{\displaystyle \mathrm {Pe} _{L}={\frac {LV}{D}}=\mathrm {Re} _{L}\cdot \mathrm {Sc} }
on
- Re = nombre de Reynolds
- Pr = nombre de Prandtl

- L = Longitud característica
- V = Velocitat
- α = Difusivitat tèrmica {\displaystyle ={\frac {k}{\rho c_{p}}}}
- D = Difusivitat de massa

i
- k = Conductivitat tèrmica
- ρ = Densitat
- {\displaystyle c_{p}}= Capacitat tèrmica

En aplicacions d'enginyeria, el nombre de Péclet és sovint molt elevat. En tal cas, la dependència del flux en la seva part baixa (downstream) es redueix, i les variables en el flux tendeixen a esdevenir propietats «unidireccionals». Així doncs, quan es modelitzen certes situacions que presenten nombres de Péclet elevats, poden adoptar-se models computacionals més senzills.
Un cert flux presenta sovint diferents nombres de Péclet per a la calor i per a la massa. Aquest fet pot conduir al fenomen de la convecció de doble-difusivitat.
En el context del moviment de partícules el nombre de Péclet també s'anomena nombre de Brenner, amb el símbol Br, en honor de Howard Brenner.